# Тегаре
Тегаре су насељено мјесто у општини Братунац, Република Српска, БиХ. Према попису становништва из 2013. године, у насељу је живјело 196 становника.

## Историја
Село је страдало током рата 1992–1995.

## Становништво
| Демографија | Демографија | Демографија |
| Година      | Становника  | Становника  |
| ----------- | ----------- | ----------- |
| 1948.       | 400         |             |
| 1953.       | 446         |             |
| 1961.       | 476         |             |
| 1971.       | 544         |             |
| 1981.       | 562         |             |
| 1991.       | 605         |             |
| 2013.       | 196         |             |